# William Frullani

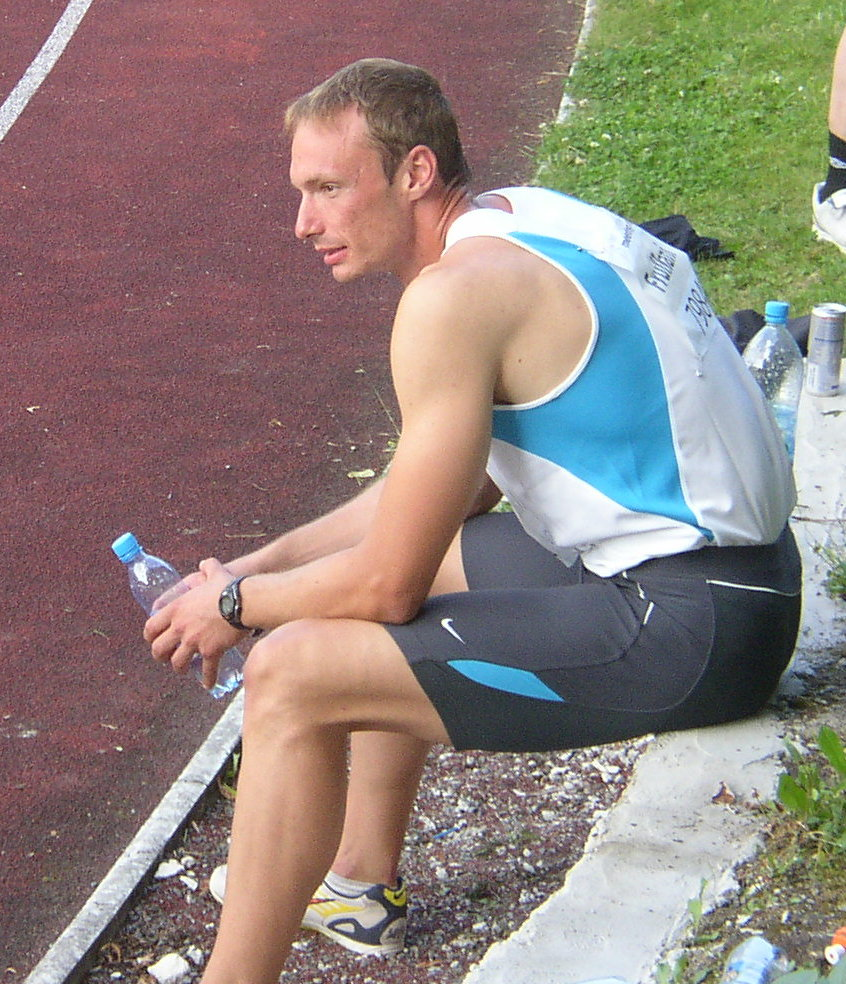
William Frullani.

William Frullani, född 21 september 1979 i Prato i Italien, är en italiensk friidrottare och bobåkare. Vid olympiska vinterspelen 2014 i Sotji åkte han fast för dopning. 
William Frullani var tidigare en talangfull tiokampare som junior och 2001 tog han bland annat brons på U23-EM.
2012 bestämde han sig för att satsa på bob. Han skulle ha ingått i Italiens lag i fyrmannabob vid OS 2014 i Sotji, men efter att han under OS avslöjats som dopad blev så inte fallet. 